# Valle Dorado, Ensenada
Valle Dorado är en ort i Mexiko.   Den ligger i kommunen Ensenada och delstaten Baja California, i den nordvästra delen av landet, 2 100 km nordväst om huvudstaden Mexico City. Valle Dorado ligger 35 meter över havet och antalet invånare är 479.
Terrängen runt Valle Dorado är platt åt sydväst, men åt nordost är den kuperad. Runt Valle Dorado är det glesbefolkat, med 8 invånare per kvadratkilometer. Närmaste större samhälle är San Quintín, 2,2 km nordväst om Valle Dorado. Omgivningarna runt Valle Dorado är i huvudsak ett öppet busklandskap.